# 間垣部屋
間垣部屋（まがきべや）は、昭和期から平成期にかけて日本相撲協会に存在した相撲部屋。

## 旧伊勢ヶ濱一門
1958年（昭和33年）9月場所限りで引退した追手風部屋（大関・清水川）所属の元小結・清水川は、年寄名跡・間垣を取得、16代間垣を襲名して追手風部屋の部屋付き親方として後進の指導にあたっていたが、1959年（昭和34年）2月1日付で追手風部屋から分家独立して間垣部屋を創設した。
しかし、関取を育てることができず幕下に幕内（本名・幕内邦雄）という力士がいたことが話題になった程度で、結局1975年（昭和50年）1月場所限りで部屋を閉じた。この間垣部屋には、後にプロレスラーに転向した上田馬之助（上田山→海部錦）や、松岡巌鉄（正剛山）も入門していた。

## 二所ノ関一門から貴乃花グループ
1983年（昭和58年）1月場所限りで引退した二子山部屋（第45代横綱・初代若乃花）所属の第56代横綱・2代目若乃花は、横綱特権の現役名年寄・若乃花を経て18代間垣を襲名して二子山部屋所属の部屋付き親方として後進の指導にあたっていたが、同年12月27日に内弟子1名を連れて二子山部屋から分家独立して間垣部屋を創設した。18代間垣は独立後、幕内・五城楼、若ノ城、大和、若ノ鵬など多くの関取を輩出したものの、三役以上の力士は出せなかった。
2010年1月の日本相撲協会の理事選において、貴乃花親方が所属する二所ノ関一門の意向に反して立候補を表明し一門を離脱すると、18代間垣はこれに同調したため二所ノ関一門は間垣部屋を破門した。以後間垣部屋は、貴乃花部屋を中心とする貴乃花一門(当時は貴乃花グループ)に所属した。
18代間垣は2007年（平成19年）3月に病に倒れて以降、部屋での指導は満足に行えなくなったため、2013年3月場所を最後に18代間垣は自らの停年まで5年を残して部屋を閉鎖、18代間垣と所属力士ら計7名は貴乃花グループの部屋ではなく、同年3月25日付で伊勢ヶ濱一門の伊勢ヶ濱部屋に移籍した。このうち、部屋閉鎖の時点で幕下上位だったモンゴル出身の若三勝は伊勢ヶ濱部屋移籍後、間もなく十両に昇進して照ノ富士と改名し、2021年9月場所で第73代横綱となった。

### 師匠
- 18代：間垣勝晴（まがき かつはる、第56代横綱・2代目若乃花、青森）

### 力士
- いずれも18代の弟子である。

平幕
- 若ノ鵬寿則（前1・ロシア）
- 五城楼勝洋（前3・宮城）
- 若ノ城宗彦（前6・沖縄）
- 大和剛（前12・アメリカ）

十両
- 若天狼啓介（十2・北海道）
- 若闘将敏男（十9・千葉）
- 山中山和洋（十13・栃木）
- 日出ノ国太子郎（十13・栃木）

幕下
- 若三勝由章（モンゴル）（伊勢ヶ濱部屋に移籍後、照ノ富士春雄に改名し、第73代横綱）